# 达拉特西站
达拉特西站，位于中华人民共和国內蒙古自治區鄂尔多斯市达拉特旗，坐落于包西铁路，于2011年建成投入使用，由呼和浩特铁路局管辖。有发往东胜西、包头、呼和浩特、呼和浩特东、北京西、成都、昆明、西安方向的列车。

## 歷史
- 建成于2011年。

## 外部連結
- 中国铁路客户服务中心（页面存档备份，存于）